# Гергебільський район
Герге́більський район (рос. Гергебильский район) — район у центральній частині Дагестану Російської Федерації. Адміністративний центр — село Гергебіль.

## Географія

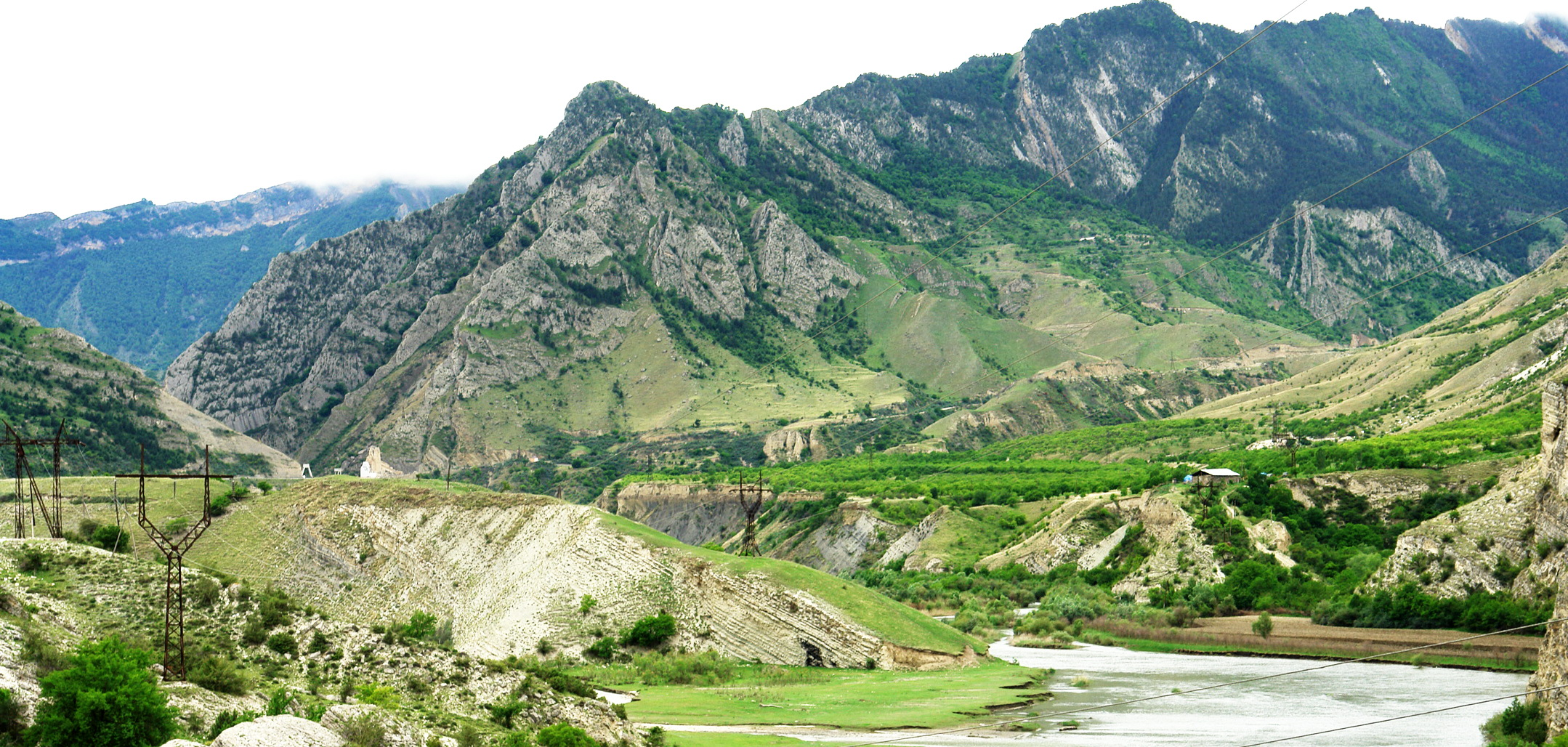
Річка Кара-Койсу

Район розташований у центральній частині республіки, є гірським районом. Межує на півночі з Унцукульським, на сході з Левашинським, на півдні з Гунібським, на заході з Хунзахським районами.

## Історія
Гергебільський район був утворений 30 серпня 1944 року шляхом розукрупнення чотирьох сусідніх районів. 14 вересня 1960 року до складу району була включена територія ліквідованого Унцукульського району. З 1 лютого 1963 року весь район був перейменовано на Унцукульський, але 12 січня 1965 року він був розділений на сучасні Унцукульський та Гергебільський райони.

## Населення
Населення району становить 20195 осіб (2013; 20040 в 2012, 19977 в 2011, 19910 в 2010, 18366 в 2002).
Національний склад населення:
| Народність | Чисельність, осіб (2002) | %     | Чисельність, осіб (2010) | %     |
| ---------- | ------------------------ | ----- | ------------------------ | ----- |
| Аварці     | 18 265                   | 99,45 | 19 760                   | 99,24 |
| Даргинці   | 33                       | 0,18  | 150                      | 0,76  |
| Росіяни    | 16                       | 0,09  | 150                      | 0,76  |
| Лакці      | 13                       | 0,07  | 150                      | 0,76  |
| Інші       | 39                       | 0,21  | 150                      | 0,76  |

## Адміністративний поділ

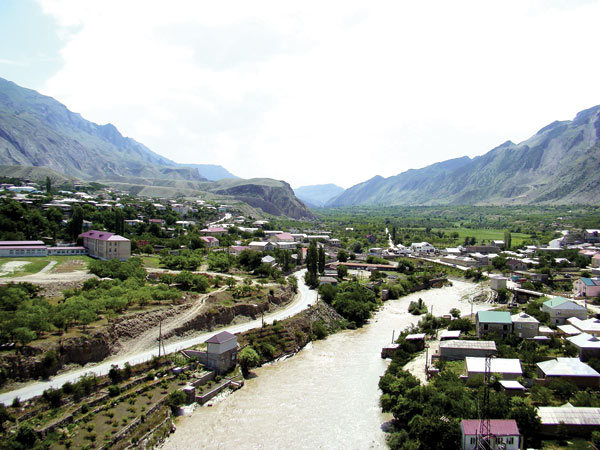
Село Гергебіль

Район адміністративно поділяється на 10 сільських поселень, які об'єднують 16 сільських населених пунктів:
| Поселення                        | Площа, км² | Населення, осіб (2008) | Населення, осіб (2010) | Центр      | Населені пункти |
| -------------------------------- | ---------- | ---------------------- | ---------------------- | ---------- | --------------- |
| Аймакинська сільська рада        | -          | 2213                   | 2342                   | Аймаки     | 1               |
| Гергебільська сільська рада      | -          | 5233                   | 5195                   | Гергебіль  | 1               |
| Дарада-Мурадинська сільська рада | -          | 1978                   | 1777                   | Мурада     | 2               |
| Кікунинська сільська рада        | -          | 3154                   | 3377                   | Кікуні     | 3               |
| Кудутльська сільська рада        | -          | 568                    | 541                    | Кудутль    | 1               |
| Курминська сільська арада        | -          | 1570                   | 1510                   | Курмі      | 1               |
| Маалинська сільська рада         | -          | 2177                   | 2923                   | Маалі      | 1               |
| Могохська сільська рада          | -          | 662                    | 438                    | Могох      | 2               |
| Хвартікунинська сільська рада    | -          | 1057                   | 1505                   | Хвіртікуні | 3               |
| Чалдинська сільська рада         | -          | 312                    | 302                    | Чалда      | 1               |

### Найбільші населені пункти
| №  | Населений пункт | Населення, осіб (2008) |
| -- | --------------- | ---------------------- |
| 1  | Гергебіль       | 5 233                  |
| 2  | Кікуні          | 2 999                  |
| 3  | Аймаки          | 2 213                  |
| 4  | Маалі           | 2 177                  |
| 5  | Курмі           | 1 570                  |
| 6  | Мурада          | 1 327                  |
| 7  | Хвартікуні      | 931                    |
| 8  | Дарада          | 651                    |
| 9  | Кудутль         | 568                    |
| 10 | Могох           | 542                    |

## Господарство

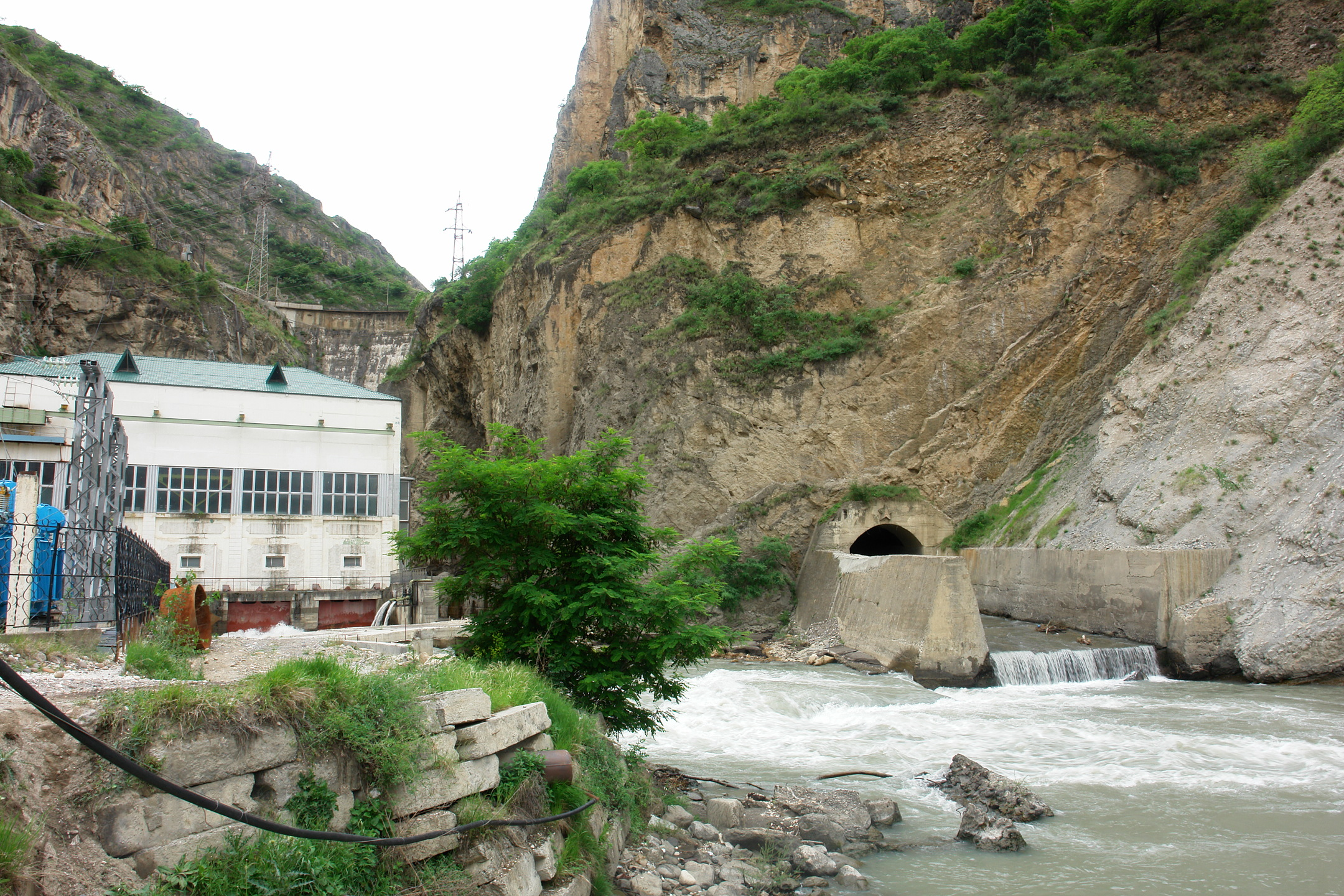
Гергебільська ГЕС

Район сільськогосподарський, розвитку набуло тваринництво та землеробство. У районі знаходиться одна з найстаріших гідроелектростанцій у Дагестані — Гергебільська ГЕС.

## Персоналі
У районі народився Осман Абдурахманов (1912–1969) — відомий силач та борець.